# ヘルヴォルとヘイズレク王のサガ

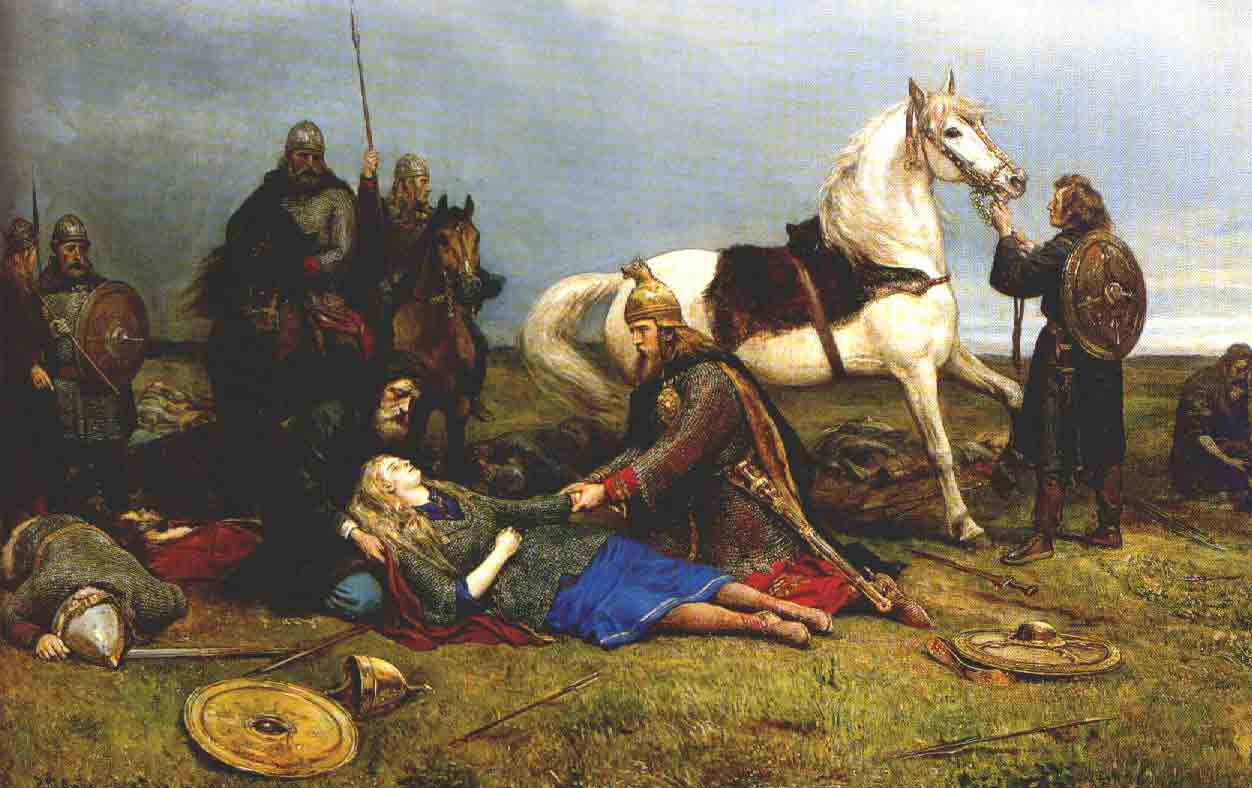
ヘイズレクルの娘ヘルヴォルの死。

ヘルヴォルとヘイズレク王のサガ（古ノルド語: Hervarar saga ok Heiðreks）とは、13世紀に成立した伝説のサガ（物語）である。他の何本かの古いサガから要素を取り出し、まとめたものではないかと考えられている。
このサガは、その文学的品質に加え、いくつかの理由によって価値の有るサガとみなされている。このサガには4世紀に起こったゴート族とフン族との間の戦争に関する伝承が含まれており、またサガの後半はスウェーデン中世史の資料として用いられている。
また、J・R・R・トールキンが中つ国の設定を構想する上で、このサガにインスピレーションを受けたといわれている。

## あらすじ

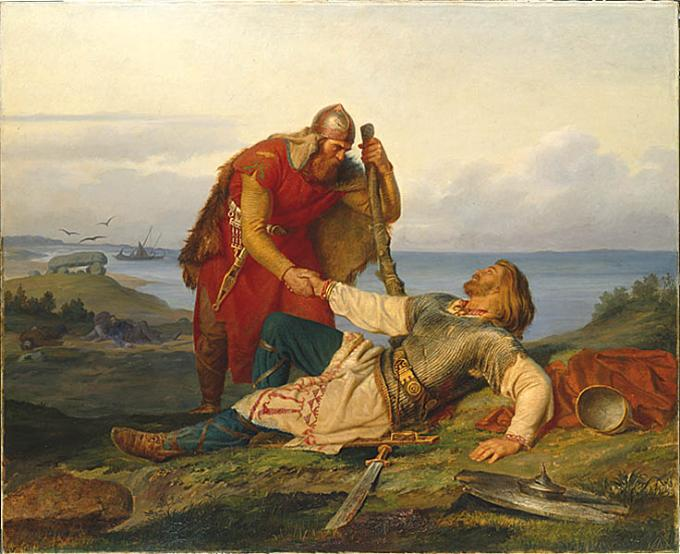
オルヴァル・オッドルがヒャールマルと別れを告げ合う。Mårten Eskil Wingeの作（1866年）。

このサガはティルヴィングという剣にまつわる物語である。この剣は、スヴァフルフラーメ王 (Svafrlami) の命によってドヴェルグのドヴァリン (Dvalinn) とドゥリン (Durin) によって鍛えられたが、同時に呪いもかけられた。スヴァフルフラーメ王はティルヴィングを用いて数々の戦いに勝利するが、ボルムセ島 (Bolmsö) におけるベルセルクのアルングリームル (Arngrímr) との戦いで命を落とす。ティルヴィングはアルングリームルの手に渡り、後に彼の息子アンガンチュール (Angantyr) のものとなる。アンガンチュールはサムセー島におけるスウェーデンの英雄ヒャールマル (Hjalmar) との戦いで命を落とすが、同時にヒャールマルも致命傷を負う。ティルヴィングは同伴していたヒャールマルの友人オルヴァル・オッドル（Orvar-Oddr、「弓の名手オッドル」の意）の手によって、アンガンチュールと共に埋葬された。
ティルヴィングをその墳墓 (barrow) から掘り出したのは、アンガンチュールの娘ヘルヴォル (Hervor) であった。彼女は盾持つ乙女（shield-maiden）であり、子供時代には典型的な男の役割を担い、しばしば男装して森で旅人を襲った。成長すると、家出したのちサムセー島の父の墳墓に向かい、亡き父を喚び出しティルヴィングを求めた。
魔剣テュルヴィングを得て海賊になった。その後ヘルヴォルは家に戻り、グレシスベリル(Glæsisvellir) 王ホーフンド (Höfund) と結婚する。
そしてこのサガは彼女の息子ヘイズレクル (Heiðrekr) の物語へと続く。彼は国を追放され、ティルヴィングで兄のアンガンチュール (Angantyr Höfundsson) を殺してしまうが、ホーフンドの助言を受けながら、のちにレイドゴートランド (Reidgotaland) の王となる。あるときゲストゥムブリンディ (Gestumblindi) と名乗る男がヘイズレクル王の前に現れて問答をする。この男の正体はオーディンであり、ヘイズレクル王に死期が近いことを伝えて姿を消す。その後ヘイズレクル王は、カルパティア山脈で野営中に捕虜に殺される。ヘイズレクル王の息子であるアンガンチュール (Angantyr Heidreksson) は下手人たちを探し出して復讐を果たし、奪われていたティルヴィングを取り戻す。
ヘイズレクル王の息子たちであるアンガンチュールとフロズル (Hlǫðr) との間に、父の遺産を巡って争いが起きる。兄のアンガンチュールはゴート族の王となり、弟のフロズルはフン族の王フムリ (Humli) の支援を受け兄を攻める。その戦いの中で妹のヘルヴォル (Hervor) は命を落とす。しかしフロズルは敗れて、兄が手にしたティルヴィングで殺される。
その後、アンガンチュールの息子ヘイズレクル・ウールヴハム (Heiðrekr Ulfhamr) はレイドゴートランド (Reidgotaland) の王となり、長きに渡ってその国を支配した。ヘイズレクル・ウールヴハムの娘ヒルドル (Hildr) は息子ハールヴダン (Halfdan the Valiant) をもうけ、ハールヴダンは息子イヴァル (Ivar Vidfamne) をもうける。イヴァル以下は、スウェーデンの伝説的な王 (Swedish semi-legendary kings) がフィリップ・ハルステインスソン (Philip Halstensson) まで連ねられている。しかしこの部分はおそらくサガの残りの部分を別々に寄せ集めたものであり、後世の校訂によって統合されたものではないかと考えられている。

## 古エッダ
このサガのある部分は、しばしば古エッダに含まれることがある。たとえばヘルヴォルがアンガンチュールの霊と語る場面は『ヘルヴォルの歌』（Hervararkviða、または『アンガンチュールの目覚め』）として、またアンガンチュールとフロズルの争いは『フロズルの歌』（Hlǫðskviða、または『フン戦争の歌』）と呼ばれている。

## 版

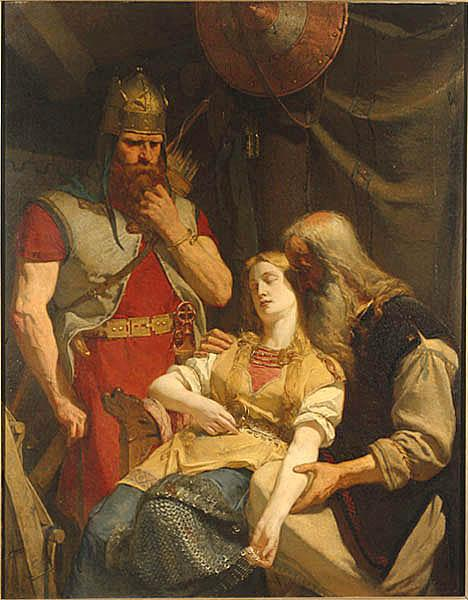
『Orvar-Odd informs Ingeborg about Hjalmar's death』（インゲボルグにヒャールマルの死を伝えるオルヴァル・オッドル）。アーギュスト・マルムストレム の作（1859年）。

このサガは多くの写本の中に残されているが、特に大きく3つの版に分けられ、それぞれ「H版」「R版」「U版」と呼ばれている。H版とR版は犢皮紙の写本に残されていたものである。
H版とは、Haukr Erlendsson（1334年没）の「ハウクスボーク」(A.M. 544, 4to) のものであり、およそ1325年頃のものである。R版とは、15世紀頃の写本『MS 2845, 4to』のことであり、この写本はコペンハーゲンのデンマーク王立図書館に保管されている。U版と呼ばれている版は、ウプサラの大学図書館カロリーナ・レディヴィヴァ (Carolina Rediviva) 所蔵の「R:715」と、コペンハーゲンの大学図書館所蔵「AM 203 fol」に、それぞれ部分的に残されていたものである。この版は17世紀ごろのものであり、Villingaholt に住んでいた Síra Jón Erlendsson（1672年没）によって書かれたものである。
しかしながら、これらの資料の間にはいくつかの相違点がある。たとえばR版は最も原版に近いとされているが、しかし最初の一章と最後の部分が欠けている。その一方で、ヒャールマルの死の歌を含んでいる版でもある。またR版はH版よりもU版に近い。H版はゲストゥムブリンディについての記述で締めくくられているが、R版はちょうど12章の終わりの前で途切れている。しかしながら、H版には2つの17世紀の写し、「AM 281 4to」(h1) と「AM 597b 4to」(h2) があり、それらにはH版にみられるゲストゥムブリンディの謎掛けの場面が残されていた。

## 時代
ゴート族・フン族戦争の主題はとても古いもので、4世紀初頭から中頃の出来事に基づき、1000年以上も語り伝えられ採録されたものと考えられる。
その非常な古さの証拠として、このサガに登場する用語に純粋なゲルマン語形が認められ、ラテン語の間接的な影響を受けた形跡がまったくない、ということが挙げられる。たとえばゴート族の族名をあらわす「Grýting」（東ゴート王国、ラテン語形では「Greutungi グルツンギ」）や「Tyrfing」（西ゴート王国、ラテン語形「Tervingi テルヴィンギ」）といった言い方は390年ごろ以降用いられなくなったようである。
作中ではゴート族がフン族と戦争状態にあるなかでさまざまな事件が起きる。ゴート族の首都アールヘイマル (Arheimar) がドニエプル河畔に置かれる。ヘイズレクル王がカルパティア山脈で亡くなる。ドナウ流域の平原でフン族との戦闘が起こる。ゴート族とフン族の国境をなす神話的な森ミュルクヴィズはおそらくマエオティアン沼沢地 (Maeotian marshes) にあたると考えられる。
ただし、用語によって本作が歴史的事実を背景としていることが証明されるとはいえ、事件の描写それ自体は他の史料と容易に整合するものではない。本作に登場する「ヘイズレクル Heiðrekr」の名前には他の史料に登場する「エルマナリク Ermanaric」との類似が認められるので（ヘイズレクルのheiðrは「名誉・栄光」を意味する。一方エルマナリクのAírman-は古ノルド語形Jörmundで「偉大」の意味である）、ひとつの可能な解釈として、ヘイズレクル・ウールヴハムが歴史上のゴート族の王エルマナリク (Ermanaric) に対応すると考えることができるかもしれない。サガではヘイズレクル・ウールヴハムがゴート族を長い間支配したとされており、一方で6世紀東ゴートの歴史家ヨルダネス (Jordanes) がエルマナリクは110年生きたと記述している。もしそうであるならば、『ヘルヴォルとヘイズレクル王のサガ』は他の史料では触れられていないゴート族の歴史の一部を反映しているのかもしれない。

## トールキン
このサガには、J・R・R・トールキンの作品の読者であれば見覚えがあるような部分がいくつもある。たとえばそれはロヒアリム (Rohirrim) であり、勇敢な盾持つ乙女 (shieldmaiden) であり、闇の森であり、魔法の剣を引き渡す亡霊が現れる墳墓であり、ミスリルの鎧であり、叙事詩的な戦闘であり、燃え立つ剣であり、そしてドワーリン (Dwalin) とドゥリン (Durin) という名のドワーフたちである。
J・R・R・トールキンの末の息子であるクリストファは、1960年にこのサガを翻訳し、『The Saga of King Heidrek the Wise』（賢人王ヘイズレクルのサガ）と題した。